# 中央連邦管区

中央連邦管区
Центральный федеральный округ

中央連邦管区（ちゅうおうれんぽうかんく、ロシア語: Центральный федеральный округ; Tsentral'nyj f'ed'eral'nyj okrug）は、ロシア連邦の地域管轄区分である連邦管区のひとつ。東は沿ヴォルガ連邦管区、北は北西連邦管区、南は南部連邦管区である。
ヨーロッパロシアの西部を管轄し、本部はロシア全体の首都であり、連邦市であるモスクワに置かれる。2016年1月1日の人口は3910万4319人でロシア全体の25.5%である。

## 人口
- 2002年10月9日：3800万651人
- 2010年10月14日：3842万7539人
- 2016年1月1日：3910万4319人[1]

## 隣接連邦管区
- 北：北西連邦管区
- 東：沿ヴォルガ連邦管区
- 南東：南部連邦管区
- 南：ルハーンシク州（ルガンスク人民共和国）
- 南：ハルキウ州
- 南西：スームィ州
- 南西：チェルニーヒウ州
- 西：ホメリ州
- 西：マヒリョウ州
- 西：ヴィーツェプスク州

## 行政区画

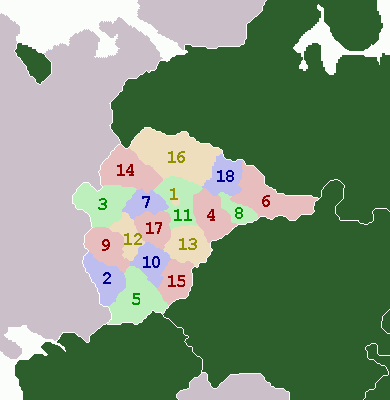
中央連邦管区の連邦構成主体図

中央連邦管区に所属する連邦構成主体は
1. モスクワ市
2. ベルゴロド州
3. ブリャンスク州
4. ヴラジーミル州
5. ヴォロネジ州
6. コストロマ州
7. カルーガ州
8. イヴァノヴォ州
9. クルスク州
10. リペツク州
11. モスクワ州
12. オリョール州
13. リャザン州
14. スモレンスク州
15. タンボフ州
16. トヴェリ州
17. トゥーラ州
18. ヤロスラヴリ州

の18主体である。連邦市であるモスクワ市は、モスクワ州の州都でもあるが、同州からは行政的に独立している。

## 歴代大統領全権代表
- ゲオルギー・ポルタフチェンコ (2000年5月18日 - 2011年8月31日)
- オレグ・ゴヴォルン (2011年9月6日 - 2012年5月21日)
- アレクサンドル・ベグロフ (2012年5月23日 - 2017年12月25日)
- アレクセイ・ゴルデーエフ (2017年12月25日 - 2018年5月18日)
- イーゴリ・シチョーゴレフ (2018年6月26日 - 現職)